# کوآتی
کوآتی‌ها (Coati) جانورانی از خانوادهٔ کوچک‌خرسان هستند.
کوآتی‌ها پستانداران روزگرد بومی آمریکای جنوبی، مرکزی و بخش جنوب غربی آمریکای شمالی هستند.
خوراک آن‌ها حشرات و میوه‌ها هستند.
سه گونهٔ کوآتی:
- کوآتی پوزه‌سفید (Nasua narica)
- کوآتی سرخ (Nasua nasua)
- کوآتی نلسون (Nasua nelsoni)

|  | کوآتی بینی‌سفید |
|  |                |

|  | کوآتی کوهی شرقی |
|  |                 |
|  | کوآتی کوهی غربی |
|  |                 |

|  | کوآتی بینی‌سفید |
|  |                |

|  | کوآتی کوهی شرقی |
|  |                 |
|  | کوآتی کوهی غربی |
|  |                 |

## نگارخانه

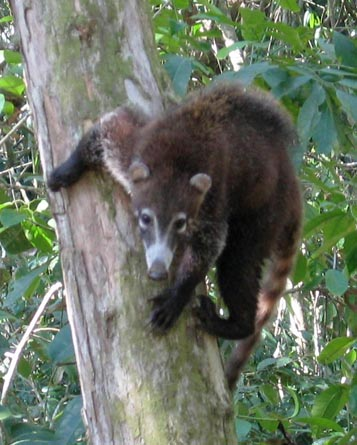
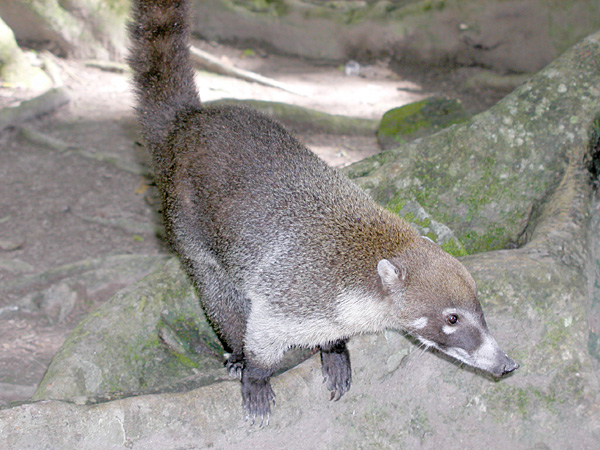
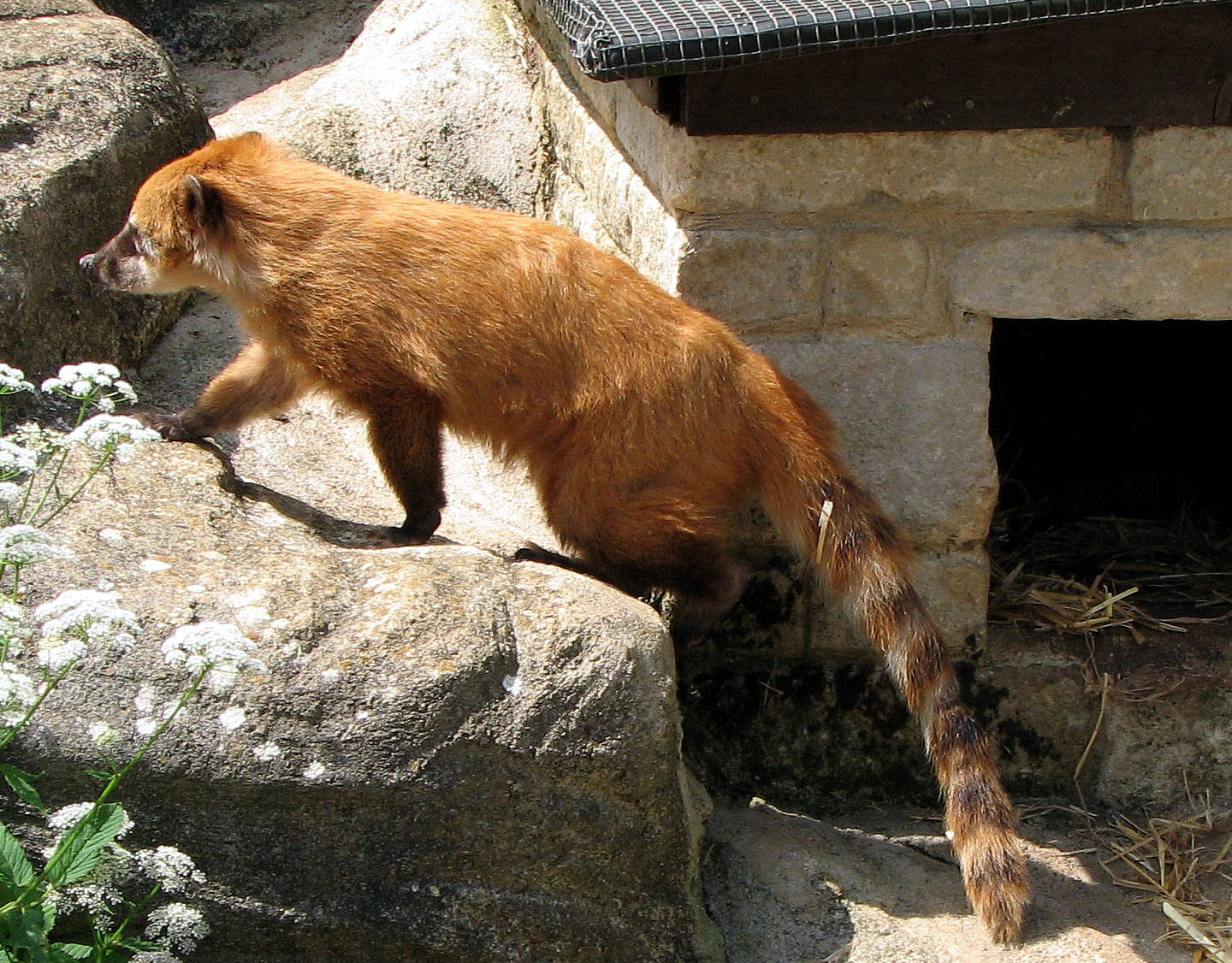
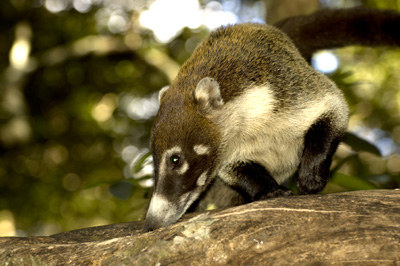
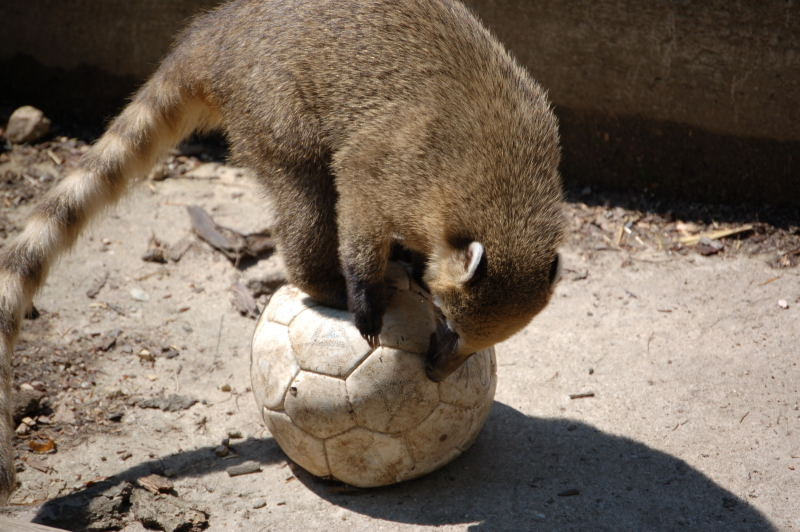
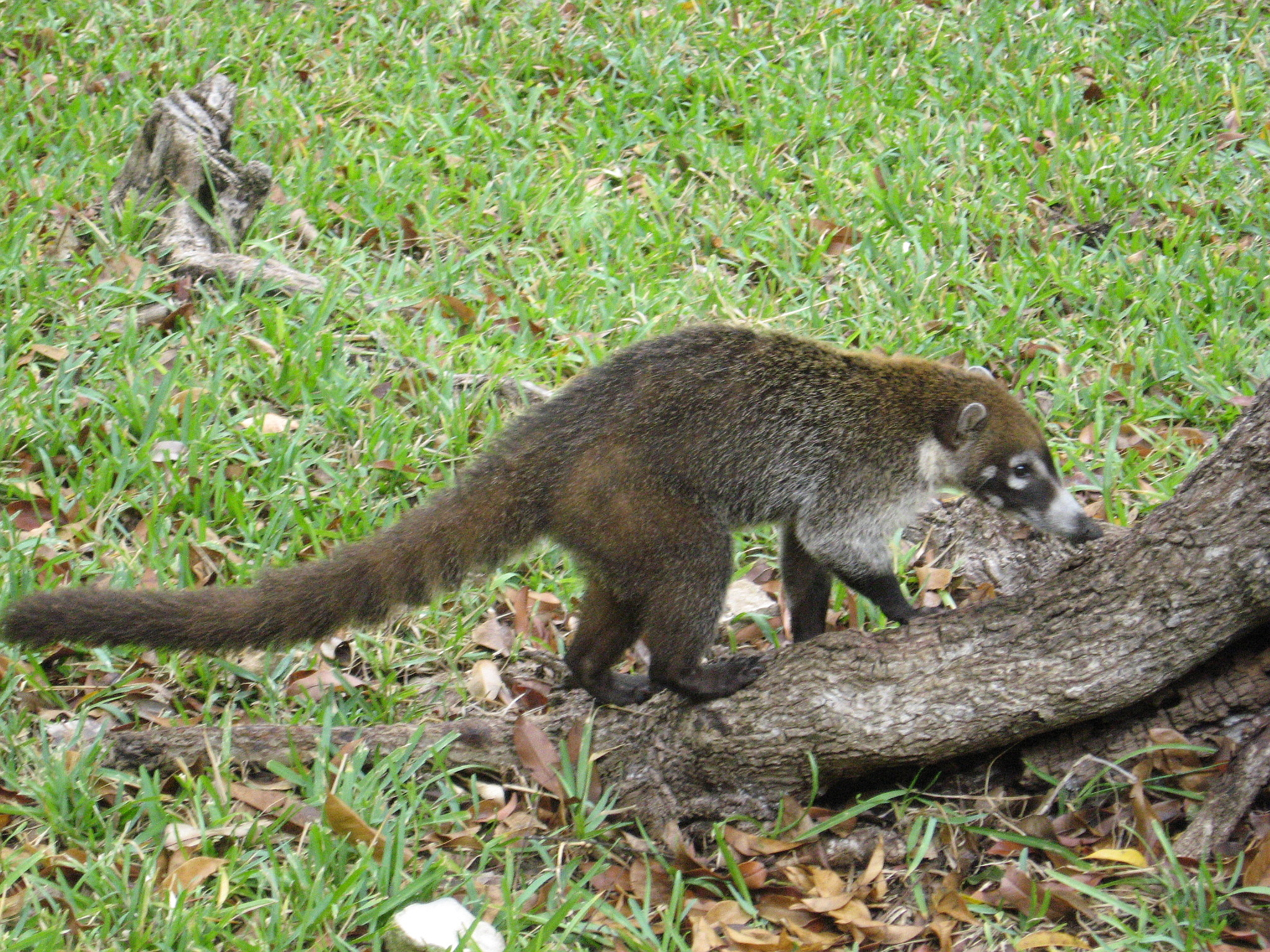
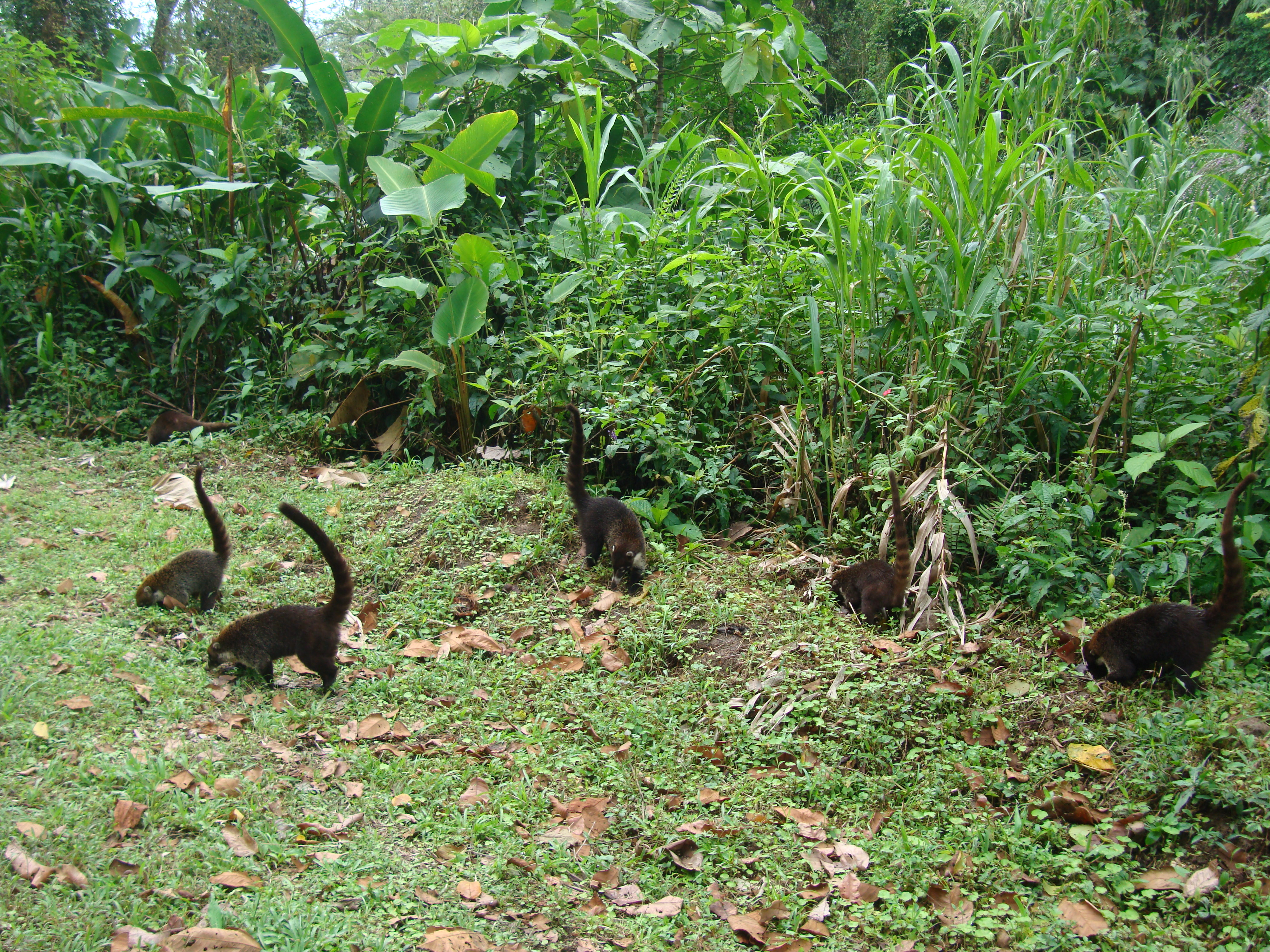